# Stigmella desperatella
Stigmella desperatella is een vlinder uit de familie dwergmineermotten (Nepticulidae). De wetenschappelijke naam is voor het eerst geldig gepubliceerd in 1856 door Frey.
De soort komt voor in Europa.